# Pfundser Straße
De Pfundser Straße (L351) is een 440 meter lange Landesstraße (lokale weg) in het district Landeck in de Oostenrijkse deelstaat Tirol. De weg is een zijweg van de Reschenstraße (B180). De weg kruist na afsplitsing van de weg de Inn om vervolgens parallel aan het riviertje de Radurschlbach naar het centrum van het dorp Pfunds (970 m.ü.A.) te lopen., Het beheer van de straat valt onder de Straßenmeisterei Ried im Oberinntal. De weg is in beide richtingen verboden toegang voor autobussen langer dan twaalf meter.